# トレイダー・ホーン
トレイダー・ホーン（Trader Horne）は、イギリスのデュオ。マルチ・インストゥルメンタリストで元ゼムのキーボード奏者兼ボーカリストのジャッキー・マコーリーと、元フェアポート・コンヴェンションのリード・ボーカリスト、ジュディ・ダイブルからなる。短命に終わったこの音楽的パートナーシップは、1970年にアルバム『モーニング・ウェイ〜朝の光の中で』を1枚リリースしただけで解散となった。バンド名は、探検家トレイダー・ホーンにちなんで「トレイダー」という愛称で呼ばれていたDJジョン・ピールの乳母フローレンス・ホーンにちなんで名付けられた。

## 略歴

### 編成
1946年12月14日、北アイルランドのロンドンデリー州コールレーンにて音楽一家に生まれたマコーリーは、1963年にロンドンに来訪してジーン・ヴィンセントと出会い、1965年1月から4月まで兄弟のパットも在籍していたゼムにキーボード奏者として加わった。マコーリーは脱退してダブリンに移り住み、1965年4月から12月頃までポール・ブレイディと共にザ・カルト（The Kult）に加入している。その後、ベルファスト・ジプシーズ（The Belfast Gypsies）で兄弟と再び合流し、1966年11月の解散までに2枚のシングルと1枚のアルバムを録音した。
ダイブルはフェアポート・コンヴェンションで活動した後、1968年6月にボーイフレンドのイアン・マクドナルドと共にポップ・バンドのジャイルズ・ジャイルズ&フリップに加入し、デモ・レコーディングに参加した。しかしマクドナルドとの関係が終わったので、彼女は同年7月に脱退した。1969年初頭にフラムに引っ越した後、彼女はバンド「スティームハマー」のメンバーと親しくなった。彼女のルームメイトはバンドのギタリスト、マーティン・クイッテントンと恋愛関係になり、3人はノッティングヒルゲートに引っ越した。クイッテントンはロッド・スチュワートとレコーディングと作曲を行い、スティームハマー時代から知っていたピート・シアーズらとスチュワートのソロ・アルバム『ガソリン・アレイ』や『エヴリ・ピクチャー・テルズ・ア・ストーリー』などで共演した。シアーズはジャッキー・マコーリーとアパートをシェアしており、ダイブルと共にいくつかの曲をリハーサルし、トリオで演奏する予定だったが、シアーズはアメリカに渡り、リー・スティーヴンスと共にシルヴァー・メーターに加入し、ストーングラウンド、コッパーヘッド、ジェファーソン・スターシップ、ホット・ツナに加わり、ダイブルとマコーリーはデュオとして活動を続けることになった。

### ブレイクスルー
スティームハマーのマネージャーであったバリー・テイラーは、パイ・レコードの新しいサイケデリック・レーベル、ドーンのプロデューサーであるバリー・マレーに見出されるまで、バンドを小さな会場で演奏させた。レッド・バス・カンパニーがマネージメントを担当した。バンドはツアーを開始し、ハンブル・パイ、イエス、ジェネシスなどのアーティストとステージを共有した。

### オン・ザ・ロード
ダイブルは語った。
トレイダー・ホーンは旅に出た。そして、それはなんという道だったのでしょう。私たちは、国のある側から別の側へとキャリアを積み、その間にあまり休憩を挟まずに上がったり下がったりしているようでした。私は本当に疲れていたことを覚えていて、ジャックに関しては、まあ、彼は演奏するだけでなく、運転もたくさんしていました。一時期、私たちは地元のテレビ雑誌の番組にたくさん出演していましたが、それは6時のニュースに続くものでした。私たちはベルファストに旅行しましたが、それは恐ろしい時代の真っ只中でした。雨の中、有刺鉄線が張り巡らされて寂しそうに見えて。しかし、テレビ局の歓迎は温かかったです。
トレイダー・ホーンとの素敵な思い出があります。グランピアン・テレビの音楽番組にキャット・スティーヴンスらと出演。アバディーンからの帰りの飛行機は霧のために遅れたので、ジャックと私は耳をそば立てている前で書かれた「Tea for the Tillerman」を聴き、それに合わせて歌いました。あれは魔法のようでした。
アルバム『モーニング・ウェイ〜朝の光の中で』がレコーディングされ、ブライアン・パッテンがスリーブノーツを書いた。曲は短いインストゥルメンタルで編まれており、片側はチェレステとフルート、もう片側はピアノとなっている。「Sheena」というシングルがリリースされた。B面はダイブルが書いた「Morning Way」という曲だった。曲は、以前に演奏されたり書かれたりした音楽から、かけ離れたものとなった。デュオはアルバムのツアーのため、ギターにヒュー・トーマス、ベースにイアン・ガンブルフィンガーを雇った。LPのリリース後まもなく、もう1枚のシングル「Here Comes The Rain」（B面「Goodbye Mercy Kelly」）がリリースされた。

### 解散
1970年5月、ニューカッスル＝アンダー＝ライムでハリウッド・ミュージック・フェスティバルが開催されたが、その直前にダイブルはバンドを脱退することを決めた。代わりに、マンゴ・ジェリーというバンドが結成された。トレイダー・ホーンはサフラン・サマーフィールドを迎えて、しばらく活動を継続した。

## 余波
その後まもなく、ジャッキー・マコーリーはソロ・キャリアを追求し、プア・マウスを結成し、貴重なセッション・ミュージシャンとして、またロニー・ドネガンの音楽監督兼サイドマンとして働くことを決意した。彼はまだ録音と演奏を続けている。

ジュディ・ダイブルはDJで作詞家のサイモン・ステイブルと結婚し、短命に終わったダイブル・コックスヒル&ミラー・ブラザーズというバンドに加入した。1973年に音楽界を引退。その後復帰して、フェアポート・コンヴェンションの「結成記念」の1997年、2002年、2007年にクロップレディ・フェスティバルでのステージに参加し、一方でソロ・レコーディングのキャリアを追求した。
何年にもわたって、アルバム『モーニング・ウェイ〜朝の光の中で』は神話的な地位を獲得してきた。バンドのシングルは今や非常に収集価値があるものとなっている。トレイダー・ホーンは、キングスレー・アボットの著書『500 Lost Gems of the 60s』で紹介された。これに合わせて、スチュアート・マコニーはBBC 6 Musicの番組『Freak Zone』でダイブルのキャリアに関する1時間の伝記映画ラジオ・スペシャルを制作し、『レコード・コレクター』誌にも重要な作品を載せた。
ジャッキーとジュディは、2015年11月29日にロンドンのブッシュ・ホールで『モーニング・ウェイ』のリリース45周年を記念して、トレイダー・ホーンとして再結成し、1回限りの公演を行うことに合意した。彼らはソロ・スポットを演奏し、その後、アルバム全体を演奏したが、元の曲順ではなかった。肯定的なレビューには「タイムズ」紙の5つ星レビューが含まれていた。2016年のグリーンマン・フェスティバルにも出演した。
2020年、ダイブルは71歳で病気により亡くなった。

## ディスコグラフィ

### スタジオ・アルバム
- 『モーニング・ウェイ〜朝の光の中で』 - Morning Way' (1970年、Pye & Dawn)